# Gemeine Nachtbaumnatter
Die Gemeine Nachtbaumnatter (Boiga trigonata), gelegentlich als Dreiecks-Nachtbaumnatter bezeichnet, ist eine Art der Nattern (Colubridae) und zählt zur Gattung der Nachtbaumnattern (Boiga).

## Merkmale
Die Boiga trigonata erreicht eine Gesamtlänge zwischen 80 und 117 cm, wobei Weibchen zumeist größer werden als Männchen. Der Körper ist schlank und seitlich ein wenig abgeflacht. Der Kopf ist kurz und vom Hals abgesetzt, das Auge relativ groß und vorstehend. Die Pupillen sind bei Lichteinfall vertikal geschlitzt. Die Oberlippenschilde sind hell. Zwischen Auge und Mundwinkel ist ein heller, schwarzrandiger Streifen erkenntlich. Die Grundfärbung des Körpers variiert zwischen gelblich-weiß, grau und braun. Kopf und Rücken sind oberseits durch markante V- oder Y-förmige, helle und dunkel gerandete Fleckenmuster gezeichnet. Die Bauchseite ist hell, die Bauchschilde sind am Rand schwarz punktiert. Die Unterart Boiga trigonata melanocephala grenzt sich von der Nominatform durch eine generell dunklere Körperfärbung und einen schwarz gefärbten Kopf ab. Boiga trigonata ist eine Trugnatter und besitzt einen Giftapparat mit Giftdrüsen (spezialisierte Speicheldrüsen) und im hinteren Oberkiefer befindlichen, unbeweglichen Fangzähnen (opistoglyphe Zahnstellung).

### Pholidose
Die Pholidose (Beschuppung) zeigt folgende Merkmale:
- 8 Oberlippenschilde (Supralabialia), davon das 4. und 5. sowie ggf. das 3. an den Augenunterrand stoßend,
- 11 Unterlippenschilde (Sublabialia),
- Scuta ocularia:
  - 1 Vorderaugenschild (Scutum praeoculare)
  - 2 Hinteraugenschilde (Scuta postocularia),
- 1 kleines, viereckiges Scutum loreale,
- 21 Reihen glatte Rumpfschuppen (Scuta dorsalia),
- 106 bis 256 Bauchschilde (Scuta ventralia),
- 75 bis 96 Unterschwanzschilde (Scuta subcaudalia) und
- 1 ungeteiltes Analschild (Scutum anale).

## Systematik
Die Erstbeschreibung durch Schneider erfolgte unter der Bezeichnung Coluber trigonata. Es werden aktuell (Stand: 2018) zwei Unterarten aufgeführt:
- Boiga trigonata trigonata (Schneider 1802) – Nominatform
- Boiga trigonata melanocephala (Annandale 1904)

## Verbreitung

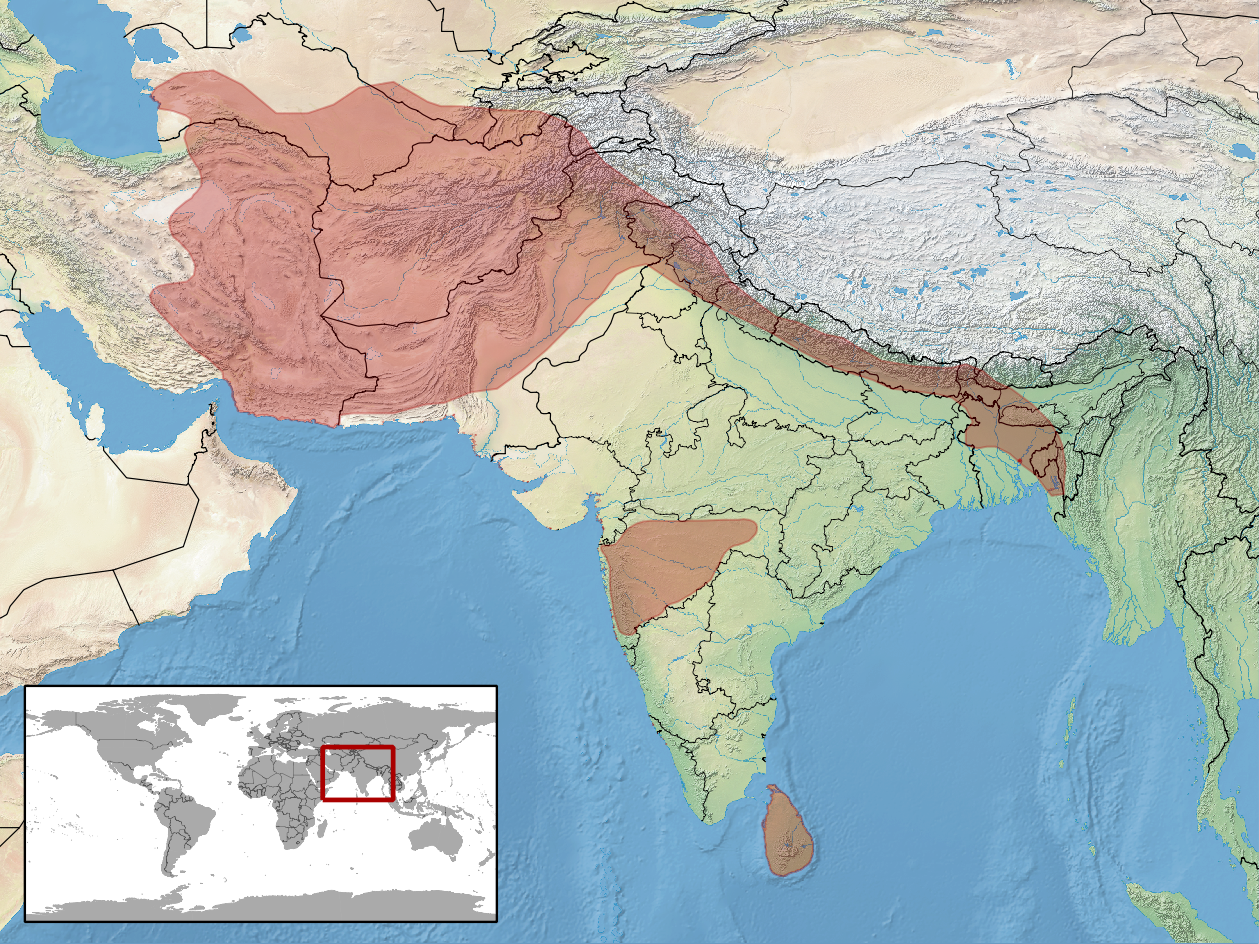
Verbreitungsgebiet der Gemeinen Nachtbaumnatter

Das Verbreitungsgebiet umfasst Areale in Sri Lanka, Indien, Pakistan, Nepal, Bangladesch, Afghanistan, Turkmenistan (Süden), Usbekistan (Süden), Tadschikistan (Südosten) und Iran. Boiga trigonata melanocephala ist in Pakistan, Afghanistan und Iran zu finden. Im Himalaya ist Boiga trigonata in Höhen bis 1.500 Metern anzutreffen. Die besiedelten Lebensräume sind äußerst vielgestaltig und umfassen unter anderem  immergrüne Wälder. Die Art kann sowohl in feuchten, als auch in relativ trockenen Habitaten beobachtet werden. Boiga trigonata ist regelmäßig in der Nähe menschlicher Siedlungen oder in Gärten anzutreffen.

## Lebensweise
Boiga trigonata führt eine weitgehend nachtaktive Lebensweise. Sie ist vorwiegend arborikol (kletternd) in bodennahem Geäst von Büschen und Bäumen anzutreffen, wird jedoch auch in nahezu vegetationslosen Biotopen vorgefunden. Als Versteck dienen oftmals hohle Baumstämme, in denen sie sich mit zusammengeknäulten Körperschlingen verbirgt. Zum Beutespektrum zählen kleine Echsen, insbesondere Schönechsen (Calotes), sowie Kleinsäuger und Vögel. Beutetiere werden durch Erwürgen und gleichzeitige Giftapplikation getötet. Die Fortpflanzung erfolgt durch Oviparie, also eierlegend. Im September werden 3 bis 11 Eier abgelegt. Diese messen circa 30 × 10 mm. Die Jungschlangen messen beim Schlupf circa 26 cm.
Boiga trigonata legt bei Bedrohung ein ausgeprägtes Abwehrverhalten an den Tag. In Verteidigungsposition werden Kopf und Vorderkörper angehoben. Abwechselnd wird der Körper durch tiefes Einatmen aufgeblasen und ausgeatmet. Es werden kurze, abgehakte Zischlaute ausgestoßen. Der Körper wird in circa acht Schleifen gelegt, der Kopf befindet sich derweil in der Mitte. Mit der Schwanzspitze werden vibrierende Bewegungen ausgeführt. Bei Annäherung oder anhaltender Provokation erfolgen oftmals mehrere Bisse.

## Schlangengift
Das Giftsekret von Boiga trigonata enthält unter anderem Neurotoxine. Gegenüber Beutetiere zeigt sich eine effektive Wirksamkeit. Bei Bissunfällen mit dem Menschen sind keine schweren Symptome zu erwarten.